# La cucina magica di Talia
La cucina magica di Talia (Talia in the Kitchen) è una serie televisiva statunitense trasmessa su Nickelodeon nel 2015.
È una sitcom per adolescenti, remake della serie del canale latinoamericano Nickelodeon Toni, la Chef. Dopo la produzione di 40 episodi, trasmessi dal luglio al dicembre 2015, il 12 gennaio 2016 è stata annunciata la cancellazione della serie.

## Trama
La quattordicenne Talia Parra, appassionata di cucina, e la sorellina Julie vanno in vacanza a Miami dalla nonna Dolores, dove, nel vecchio ristorante di famiglia Lola's, Talia trova dei barattoli di spezie magiche. Con il loro aiuto, la ragazza fa riaprire il Lola's e cucina dei piatti che cambiano la vita. Intanto, si ritrova in competizione con Debby, una compagna di scuola, sia negli affari, sia in amore.

## Episodi
La prima stagione è andata in onda negli Stati Uniti d'America in due parti, la prima parte dal 6 luglio 2015 al 30 luglio 2015 e la seconda parte dal 25 novembre 2015 al 23 dicembre 2015, su Nickelodeon.
In Italia la prima parte è andata in onda dal 30 maggio 2016 al 10 giugno 2016 e la seconda parte dal 14 novembre 2016 al 9 dicembre 2016 su TeenNick.
| Prima stagione | 40 | 20 | 2015 | 2016 |
| Prima stagione | 40 | 20 | 2015 | 2016 |

### Crossover
Emma, una strega al Lola's è un episodio in cui partecipano i personaggi di Emma una strega da favola, trasmesso negli USA il 14 luglio 2015 e in Italia il 2 giugno 2016